# Devine (Texas)
Devine è un centro abitato degli Stati Uniti d'America situato nella contea di Medina dello Stato del Texas.
La popolazione era di 4 350 persone al censimento del 2010. Fa parte dell'area metropolitana di San Antonio.

## Geografia fisica
Devine è situata a 29°08′38″N 98°54′22″W (29,143908, -98,906174), 25 km a sud ovest di San Antonio. Secondo lo United States Census Bureau, ha un'area totale di 3,1 miglia quadrate (8,0 km²).

## Società

### Evoluzione demografica
Secondo il censimento del 2000, c'erano 4 140 persone, 1 443 nuclei familiari e 1 079 famiglie residenti nella città. La densità di popolazione era di 1 331,4 persone per miglio quadrato (514,0/km²). C'erano 1 551 unità abitative a una densità media di 498,8 per miglio quadrato (192,6/km²). La composizione etnica della città era formata dal 76,64% di bianchi, lo 0,68% di afroamericani, lo 0,77% di nativi americani, lo 0,29% di asiatici, il 18,53% di altre razze, e il 3,09% di due o più etnie. Ispanici o latinos di qualunque razza erano il 52,25% della popolazione.
C'erano 1 443 nuclei familiari di cui il 38,0% aveva figli di età inferiore ai 18 anni, il 54,7% aveva coppie sposate conviventi, il 14,1% aveva un capofamiglia femmina senza marito, e il 25,2% erano non-famiglie. Il 22,2% di tutti i nuclei familiari erano individuali e il 10,7% aveva componenti con un'età di 65 anni o più che vivevano da soli. Il numero di componenti medio di un nucleo familiare era di 2,82 e quello di una famiglia era di 3,29.
La popolazione era composta dal 29,3% di persone sotto i 18 anni, il 9,6% di persone dai 18 ai 24 anni, il 25,8% di persone dai 25 ai 44 anni, il 21,1% di persone dai 45 ai 64 anni, e il 14,2% di persone di 65 anni o più. L'età media era di 34 anni. Per ogni 100 femmine c'erano 95,6 maschi. Per ogni 100 femmine dai 18 anni in giù, c'erano 89,6 maschi.
Il reddito medio di un nucleo familiare era di 28 712 dollari e quello di una famiglia era di 35 429 dollari. I maschi avevano un reddito medio di 26 395 dollari contro i 18 605 dollari delle femmine. Il reddito pro capite era di 14 530 dollari. Circa il 16,6% delle famiglie e il 19,6% della popolazione erano sotto la soglia di povertà, incluso il 24,4% di persone sotto i 18 anni e il 29,1% di persone di 65 anni o più.

## Istruzione
Devine è servita dal Devine Independent School District.

## Galleria d'immagini

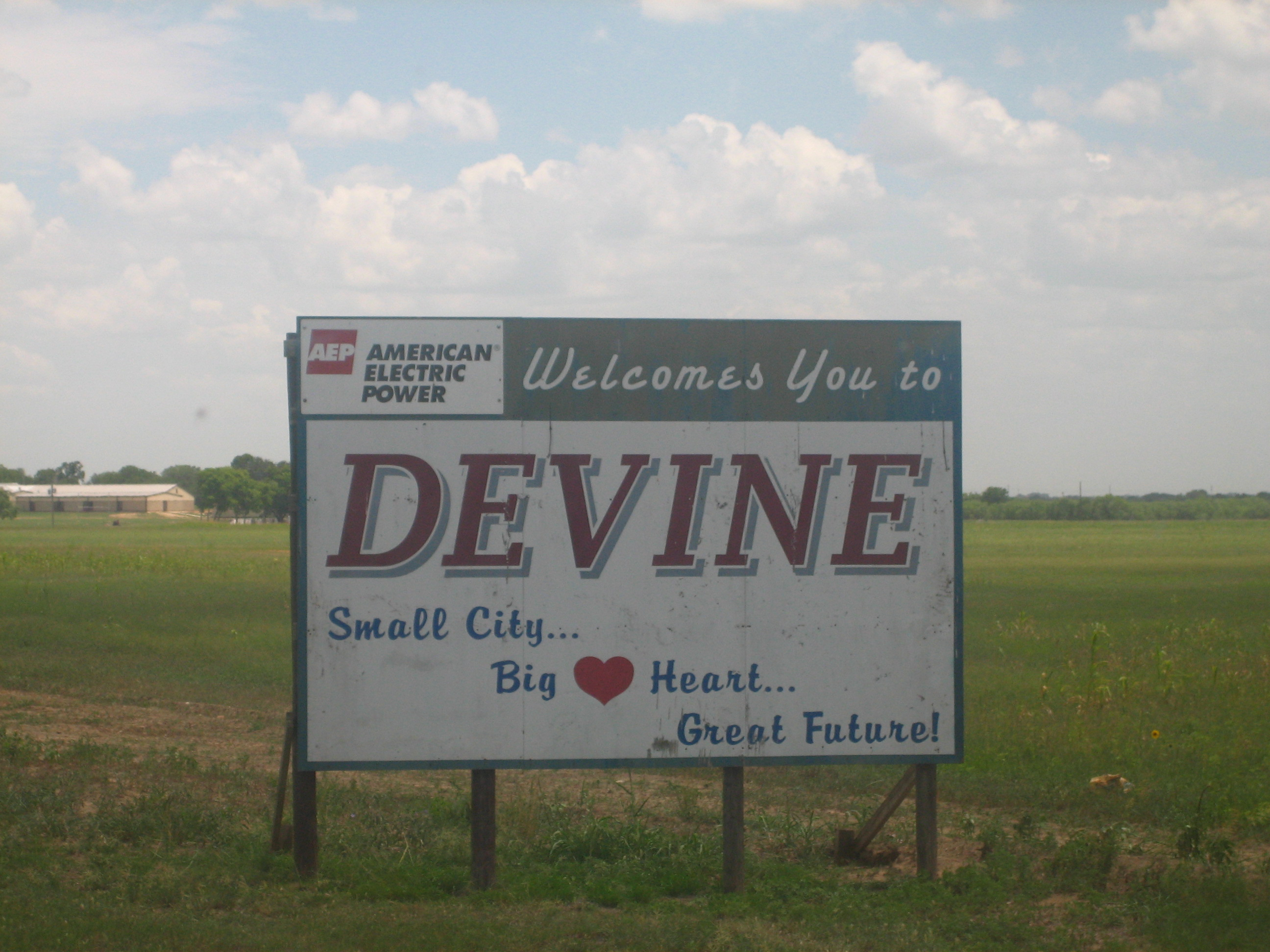
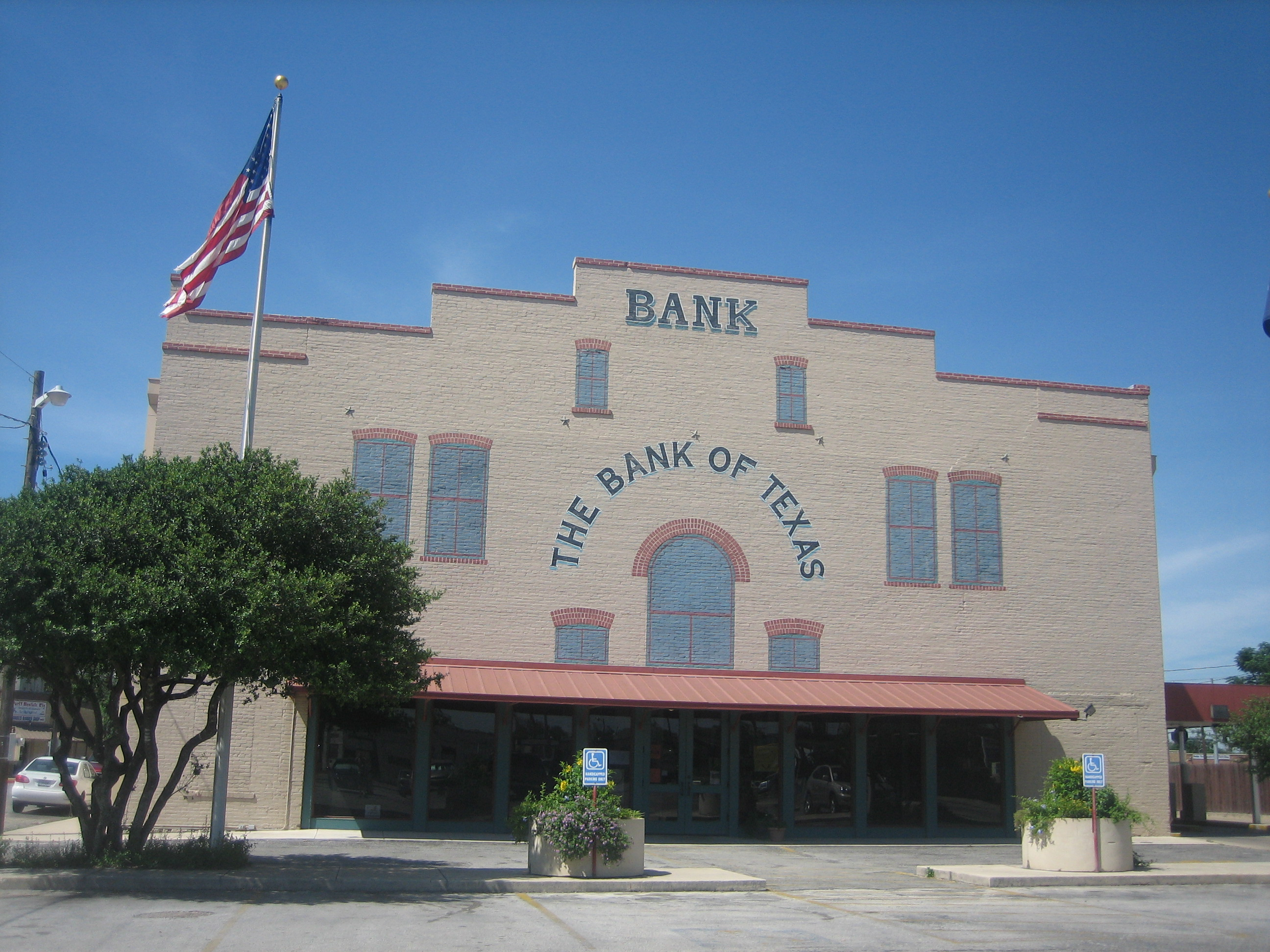
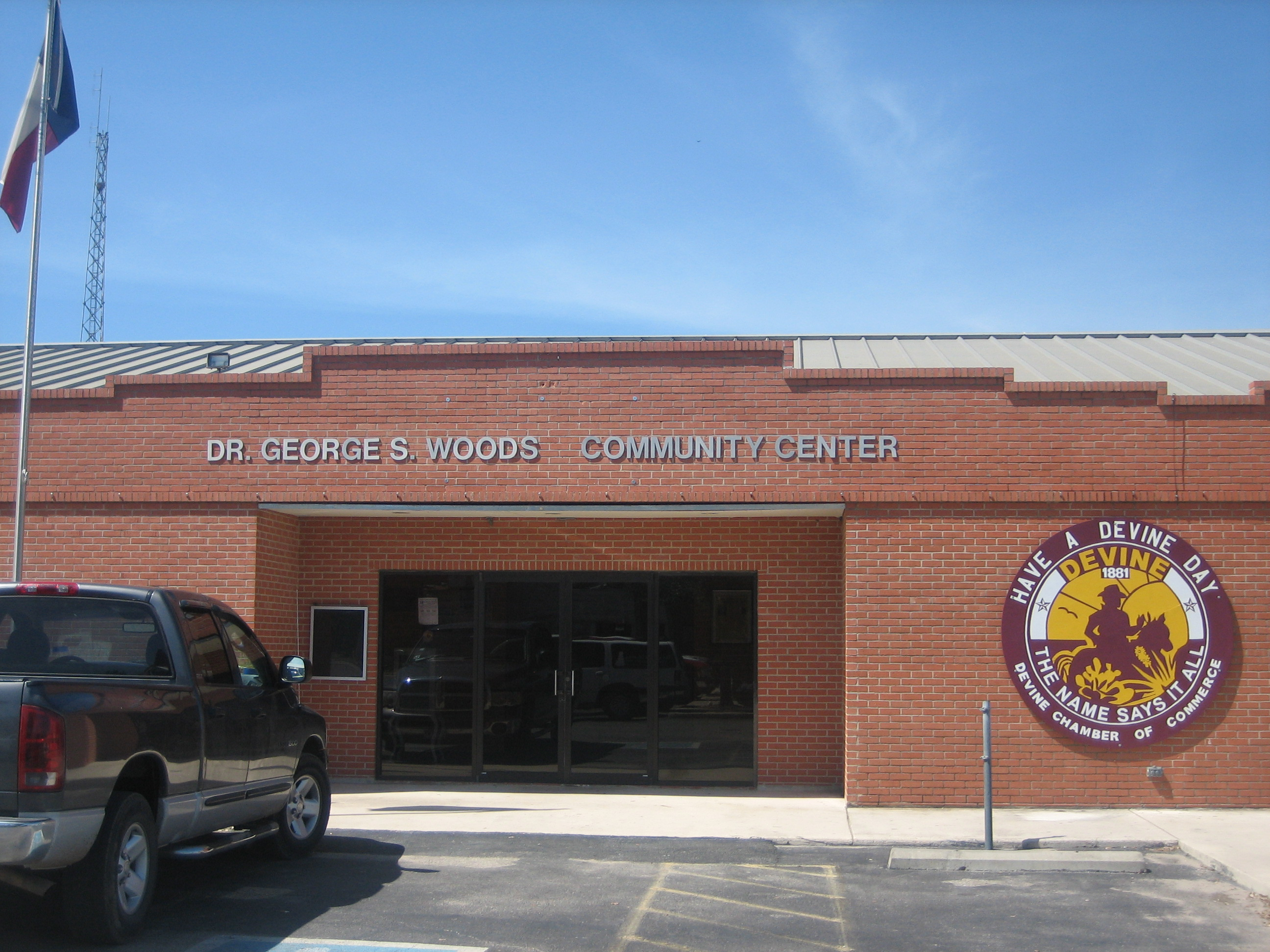
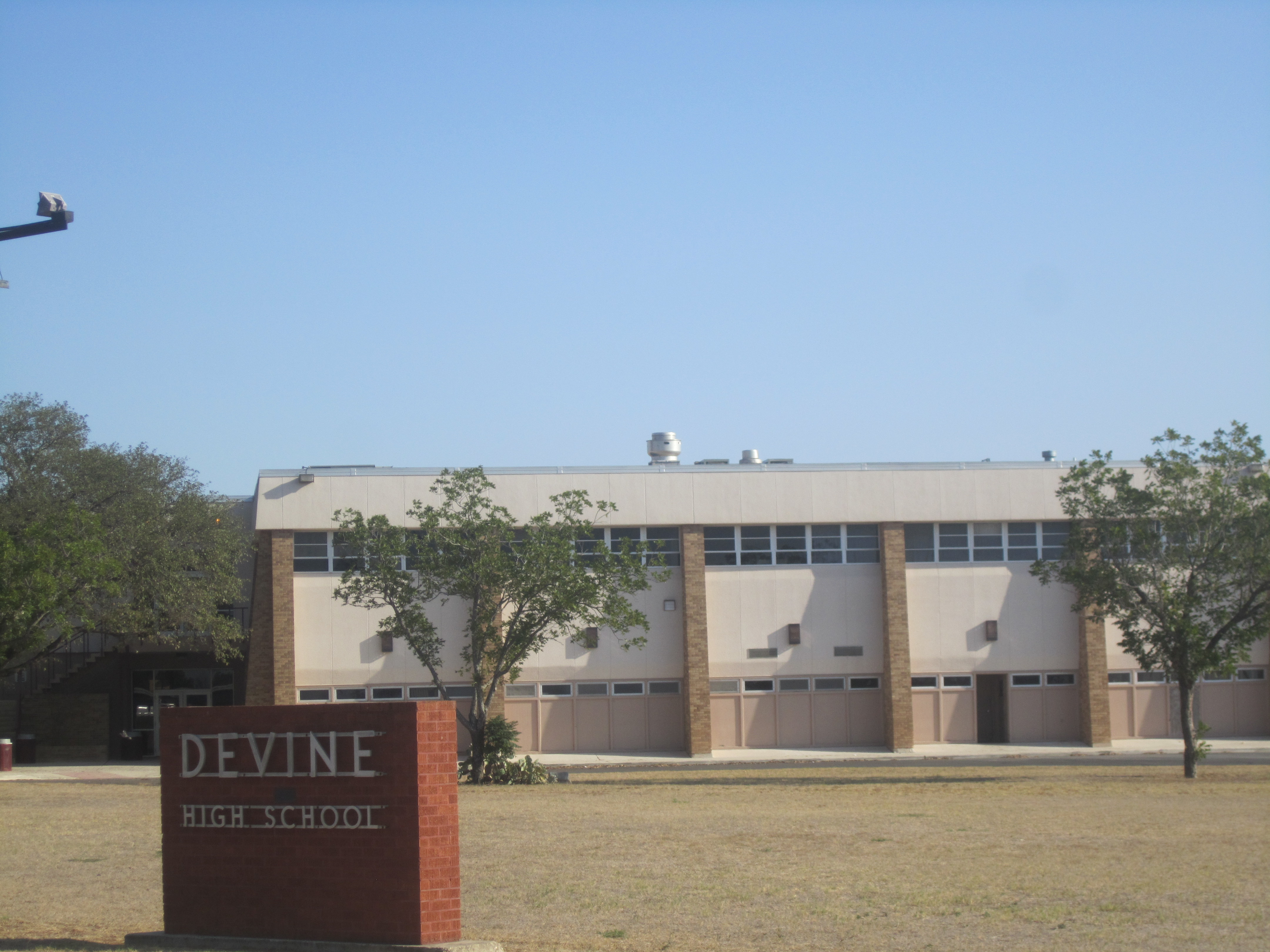
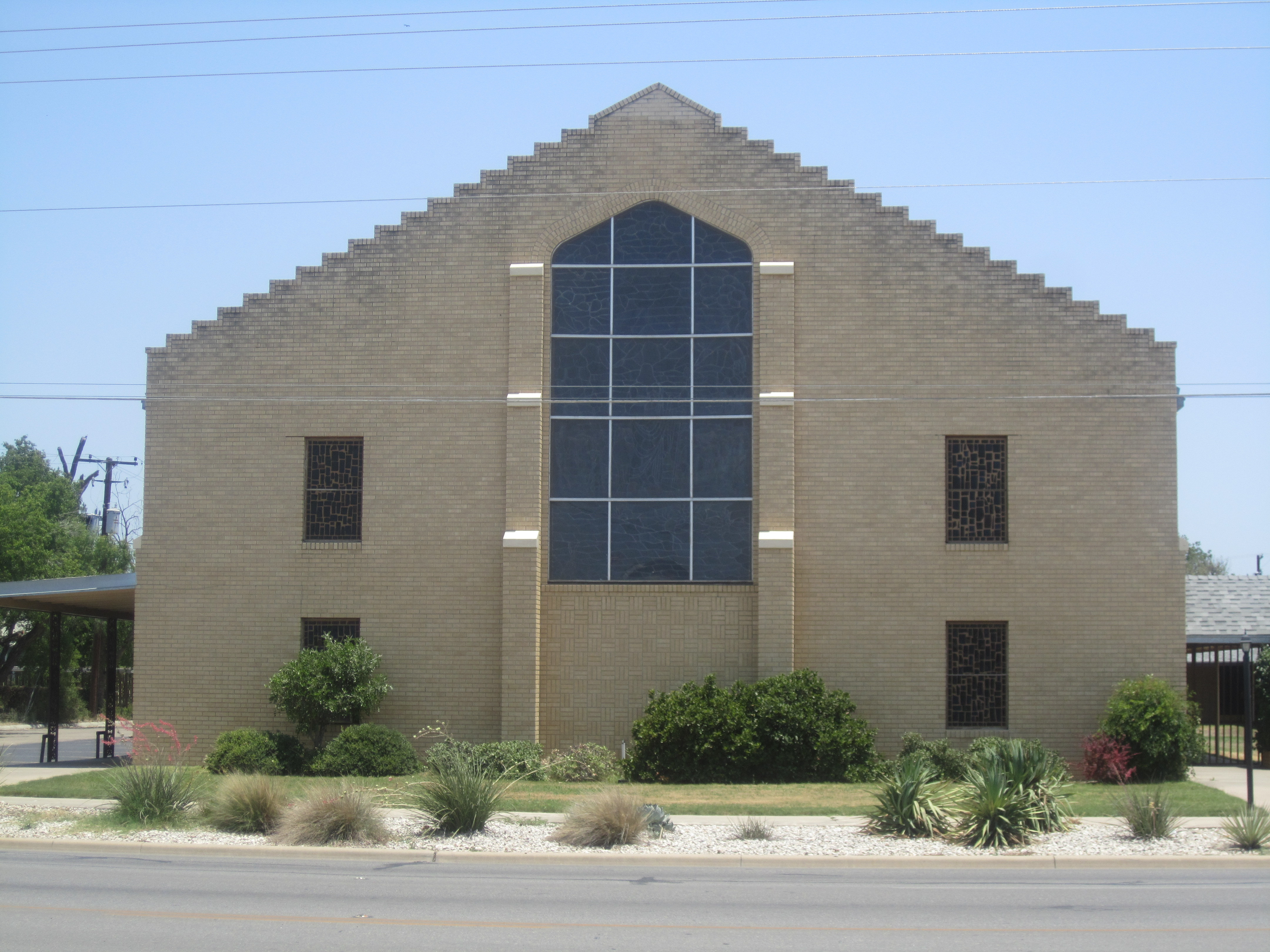